# Konspirationsteorierna om Barack Obamas amerikanska medborgarskap

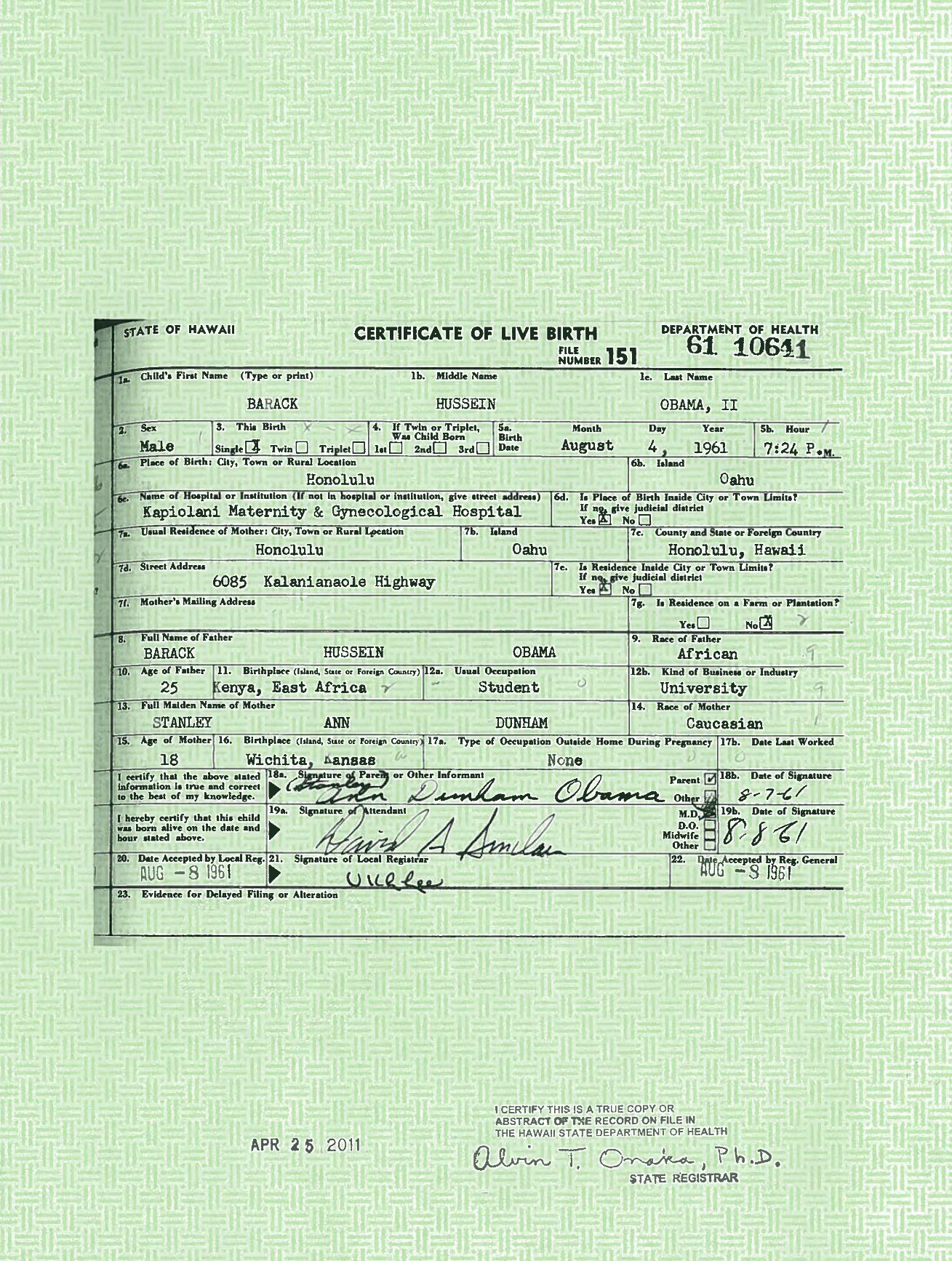
Som respons på konspirationsteorierna visade Vita Huset presidentens födelsecertifikat den 27 april 2011. Detta för att bekräfta att han föddes den 4 augusti 1961 i Honolulu, Hawaii.

Konspirationsteorierna om Barack Obamas amerikanska medborgarskap handlar om att han inte är en infödd amerikan, och att han därför inte kan vara USA:s president enligt artikel två i USA:s konstitution. En del teorier hävdar att han föddes i Kenya, inte Hawaii, eller att hans födelsecertifikat är falskt. Andra hävdar att han blev medborgare i Indonesien och i samband med det förlorade sitt amerikanska medborgarskap. Ytterligare andra hävdar att eftersom hans far kom från Kenya betydde det att han hade dubbelt medborgarskap från födseln (brittiskt och amerikanskt), och att detta också medför att han inte är en infödd amerikan som kan bli USA:s president. 